# Malacorhinus knullorum
Malacorhinus knullorum es una especie de insecto coleóptero de la familia Chrysomelidae.
Fue descrita científicamente en 1951 por Wilcox.